# Paleoslovenistika
Paleoslovenistika je obor zabývající se studiem starých slovanských jazyků, kultur a dějin. Zkoumá historii slovanských národů, jejich jazyky, písemnictví, umění a další kulturní aspekty. Paleoslovenistika jako akademický obor se začala rozvíjet v 19. století, kdy se zvýšil zájem o studium slovanských jazyků, historie a kultur v kontextu evropského vývoje.